# 47-й Вирджинский пехотный полк
47-й Вирджинский добровольческий пехотный полк (The 47th Virginia Volunteer Infantry Regiment) — пехотный полк, набранный в штате Вирджиния во время Гражданской войны в США. Он сражался в основном в составе Северовирджинской армии, в «Лёгкой дивизии Хилла» и участвовал в «атаке Пикетта» под Геттисбергом.

## Формирование
47-й Вирджинский был сформирован 11 июня 1861 года и был принят на службу в армию Конфедерации 1 июля. Его роты были набраны в округах Каролайн, Эссекс и Стаффорд. Рота Н была набрана в Мериленде и стала известна как «Zarvona’s Zouaves». Полк при формировании насчитывал 10 рот, но в августе было добавлено ещё 4, а в сентябре — ещё 2. Первым командиром полка стал полковник Джон Уильям Ричардсон. Майором полка стал Роберт Майо.

## Боевой путь
До весны 1862 года полк простоял на рубеже реки Потомак. 30 апреля 1862 года полк был реорганизован, полковник Ричардсон не был переизбран и его место занял майор Роберт Майо. Когда федеральная армия начала кампанию на полуострове, полк отвели к Ричмонду и включили в дивизию Густавуса Смита, в бригаду Джеймса Петтигрю.